# Муфта втулкова

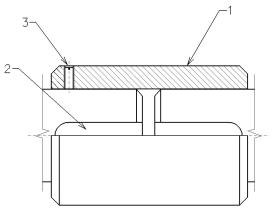
Конструкція втулкової муфти

Муфта втулкова — жорстка (глуха) муфта сталого сполучення, основною деталлю якої є втулка, котра спрягається з кінцями валів, що сполучаються. З'єднувальний елемент муфти — втулка (1), яка є одночасно і ведучим і веденим елементом, встановлюється на кінцях валів з використанням штифтового (тип 1), шпонкового (2) (тип 2 — із призматичною шпонкою і тип 3 — із сегментною шпонкою) або шліцьового (тип 4) з'єднання для фіксації від провертання при передачі крутильного моменту та обертового руху. Для фіксації поздовжніх (осьових) переміщень використовується стопорний гвинт (3) або штифт.
Різновидом втулкової муфти може розглядатись поздовжньо-скрутна муфта за ГОСТ 23106-78, муфтова втулка якої виконана розбірною.

## Параметри втулкових муфт
Тримкість втулкових муфт обмежена зазвичай міцністю з'єднань (шпонкових, штифтових, болтових). Втулка виготовляється з сірого чавуну марок не нижче СЧ 21 або з конструкційної сталі (зазвичай Сталь 45).
Діаметри валів, що з'єднуються втулковими муфтами становлять:
- dв = 6…100 мм при використанні штифтового з'єднання;
- dв = 9…100 мм при використанні шпонкового з'єднання.
- dв = 16…92 мм при використанні шліцьового з'єднання.

Номінальні крутильні моменти, котрі здатні передавати втулкові муфти становлять:
- Mн = 1…4500 Н·м при використанні штифтового з'єднання;
- Mн = 11,2…6300 Н·м при використанні шпонкового з'єднання;
- Mн = 140…12500 Н·м при використанні шпонкового з'єднання.

Приклад умовного позначення втулкової муфти типу 1, що передає номінальний крутильний момент 280 Н·м, з діаметром посадки 38 мм, кліматичного виконання У, категорії 3:
Муфта втулкова 1-280-38-У3 ГОСТ 24246-96

## Розрахунок втулкових муфт

### Муфти із штифтовим з'єднанням (тип 1)
Розрахунок втулки на кручення:
{\displaystyle {\tau }_{KP}={\frac {16M_{p}}{\pi D^{3}\left(1-{\frac {d}{D}}\right)}}\leq [{\tau }_{KP}],}
де {\displaystyle M_{p}} — допустимий розрахунковий крутильний момент;
D, d — відповідно, зовнішній і внутрішній діаметри втулки.
Розрахунок штифта на зрізання:
{\displaystyle {\tau }_{3P}={\frac {2M_{p}}{\pi d_{cp}^{2}d}}\leq [{\tau }_{3P}],}
де dcp — середній діаметр втулки.

### Муфти із шпонковим з'єднанням
Розрахунок втулки на кручення:
{\displaystyle {\tau }_{KP}={\frac {5M_{p}(d+2a)}{(d+2a)^{4}-d^{4}}}\leq [{\tau }_{KP}],}
де {\displaystyle M_{p}} — допустимий розрахунковий крутильний момент;
D, d — відповідно, зовнішній і внутрішній діаметри втулки;
{\displaystyle a={\frac {D-d}{2}}t_{1}} ; тут t1 — глибина шпонкового пазу втулки.
Розрахунок шпонки на зминання:
{\displaystyle {\tau }_{3M}={\frac {2M_{p}}{dl(h-t)}}\leq [{\tau }_{3M}],}
де h — висота шпонки;
l — довжина шпонки;
t — глибина шпонкового пазу.